# 蘭道爾角
蘭道爾角（英語：Landauer Point），是南極洲的海岬，位於葛拉漢地，處於阿德萊德島東岸，根據英國探險隊拍攝的空中照片繪入地圖，以美國的物理學家命名，現時由南極條約體系管理。